# Attalo (filosofo)
Attalo (fl. I secolo) è stato un filosofo latino stoico studioso di scienze naturali.
Attalo visse a Roma nel I secolo d.C. e fu maestro di Seneca che lo stimò molto e lo citò spesso come nelle Lettere morali a Lucilio quando scrive:
o ancora a proposito dell'avidità dell'uomo che gode senza discernimento dei beni della fortuna come fa il cane che inghiotte voracemente i pezzetti di carne lanciati dal padrone 
Così rifacendosi a Attalo Seneca afferma che una vita senza affanni e senza nessun attacco dalla Fortuna non è tranquillità è bonaccia:
e che procurarsi un amico è più piacevole che averlo poiché, diceva Attalo, avviene che «come per un artista è più piacevole dipingere che aver dipinto» 
Ed infine da Attalo Seneca ricava il supremo insegnamento riferito principalmente all'ingrato che si tormenta e odia il bene ricevuto perché dovrà ricambiarlo, ne sminuisce i valore e accresce l'importanza delle offese ricevute:
Una massima che Attalo ebbe modo di vedere applicata quando messo al bando da Roma Lucio Elio Seiano, amico  estremamente influente  dell'imperatore romano Tiberio, fu infine da questo stesso fatto giustiziare. 